# 阿塔罗斯一世
阿塔羅斯一世（救主）（希腊語：Ἄτταλος ο Σωτὴρ，約前269年—前197年）帕加馬王國國王，統治時間前241年－前197年，他統治的帕加馬城是愛奧尼亞的一座希臘城邦。阿塔羅斯的生父也名為阿塔羅斯，母親是安條尼絲，阿塔羅斯之後過繼給堂叔歐邁尼斯一世，成為他的養子，繼承歐邁尼斯一世之位，他起初一開始只是世襲的統治者，在前238年阿塔羅斯一世正式採用國王頭銜，阿塔羅斯王朝的名字就是以其得名。 
當時塞爾特人部落從色雷斯遷移到加拉太，稱為加拉太人，加拉太人將近一個世代的時間肆無忌憚般掠奪小亞細亞鄰近的城市和地區，並向他們收取沉重的貢金。但在阿塔羅斯一世在位時，阿塔羅斯從加拉太人手中贏得一場重要勝利，因此在帕加馬舉行慶祝這場勝利的活動，並立了一些紀念物，其中最令後世知名的就是《垂死的高盧人》雕像。這次勝利也代表著小亞細亞的居民脫離加拉太人的恐懼，使阿塔羅斯贏得「救主」以及巴西琉斯（國王）的稱號。
在軍事上，他是一位具備勇氣和軍事才能，任內王國成為羅馬共和國堅貞的盟友，他參予第一次馬其頓戰爭和第二次馬其頓戰爭對抗馬其頓的腓力五世並佔有重要的地位。與馬其頓戰爭中，他指揮多場海上行動，成功阻止馬其頓朝愛琴海周圍進犯，並贏得許多榮譽和戰利品，他也為王國取得一些愛琴海的島嶼，如第一次馬其頓戰爭中獲得埃伊納島，第二次獲得安德羅斯島。另外阿塔羅斯一世也從腓力五世手中幸運地死裡逃生兩次。
阿塔羅斯一世在位期間是小亞細亞希臘城邦的保護者，還視自己對抗蠻族的捍衞者。在東方希臘人勢力中，他治下的帕加馬國力強盛。前197年，差不多第二次馬其頓戰爭要結束之時，阿塔羅斯逝世，享年72歲，先前阿塔羅斯曾在波奧蒂亞議會中發表演說時明顯有中風的徵狀。王位傳給其子歐邁尼斯二世繼任。

## 身世
關於阿塔羅斯早期生涯所知有限，他是希臘人，父母親是阿塔羅斯和安條尼絲。祖父也叫阿塔羅斯，奠定家族基業的菲萊泰羅斯是他的兄弟，菲萊泰羅斯後來把統治者之位傳給另一個兄弟歐邁尼斯之子歐邁尼斯一世。菲萊泰羅斯和歐邁尼斯一世都曾奉獻祭品給德爾斐，歐邁尼斯一世還在古代奧林匹克運動會的馬車競賽贏得冠軍，並在帕加馬的紀念物上記下這份殊榮。
阿塔羅斯一世在很小的時候父親就過世，時間可能在前241年以前，之後他被當時的統治者歐邁尼斯一世領養。阿塔羅斯的母親安條尼絲很可能出身塞琉古帝國王室，可能是塞琉古一世的孫女，她之所以會嫁給阿塔羅斯的父親可能是菲萊泰羅斯的安排，藉此穩固統治基礎。這有可能菲萊泰羅斯曾經屬意阿塔羅斯的父親為其接班人，但阿塔羅斯的父親過世太早，便傳給歐邁尼斯一世。

## 擊敗加拉太人

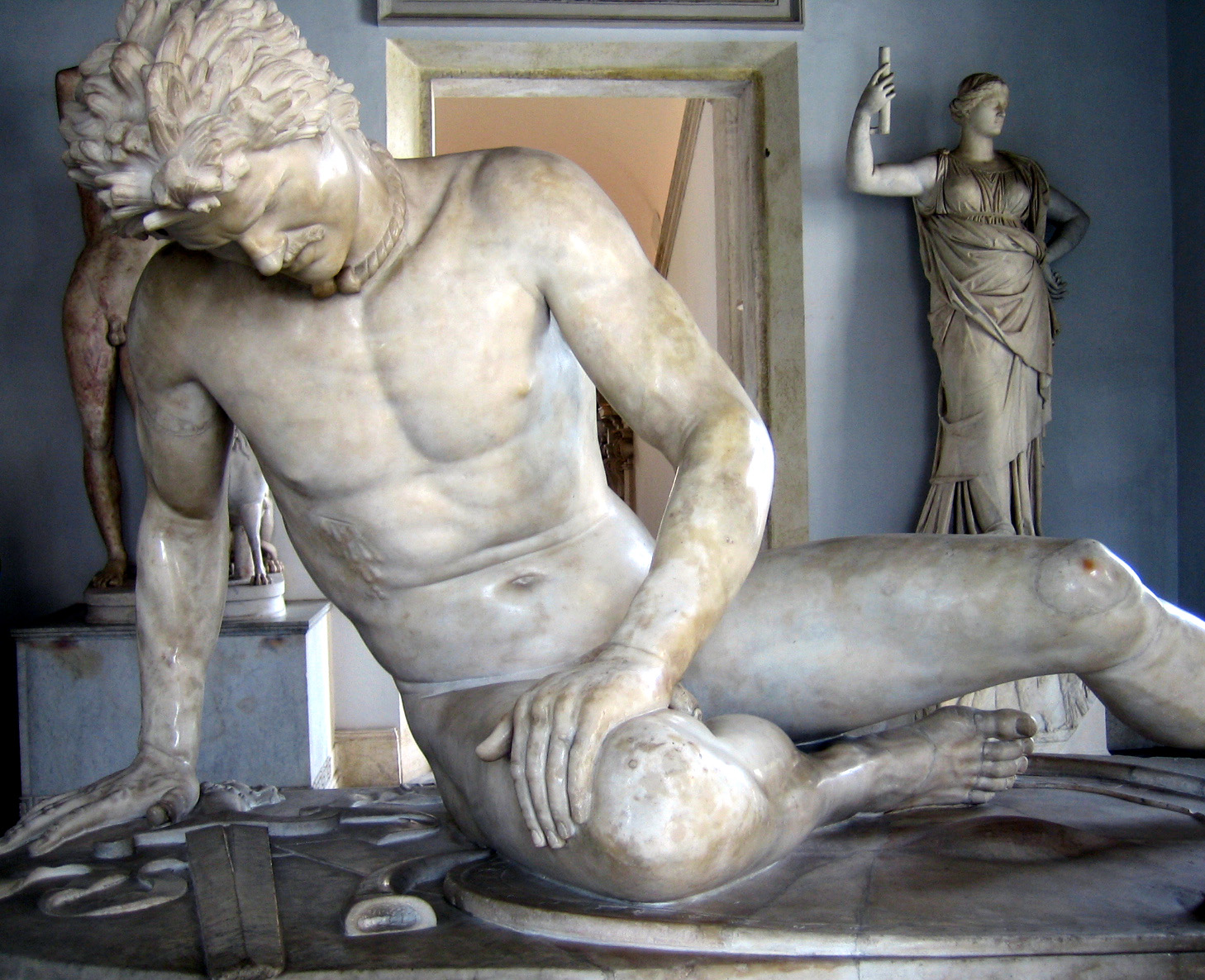
《垂死的高盧人》，呈現被阿塔羅斯一世擊敗的加拉太人模樣

根據二世紀希臘作家保薩尼亞斯描述，阿塔羅斯一世最偉大的成就就是擊敗加拉太人，保薩尼亞斯這裡指的高盧人是從色雷斯近年遷移到小亞細亞加拉太的塞爾特人，希臘人和羅馬人稱呼他們為高盧人，因為當時這批塞爾特人最初居於高盧。自從第一任帕加馬統治者菲萊泰羅斯的年代，加拉太人不僅是帕加馬的大患，還威脅整個小亞細亞城邦，若不想與他們交戰就得付出高額的貢金。歐邁尼斯一世可能和其他城邦統治者一樣，都付給加拉太人貢金，但阿塔羅斯一世拒絕繼續這種政策，成為第一個拒絕付貢金的統治者。接下來，加拉太人開始對帕加馬進行一連串攻勢，阿塔羅斯一世率軍於卡伊枯斯河（Caïcus）源頭與敵軍交戰，並獲得決定性勝利。他隨後如同塞琉古國王安條克一世一樣，阿塔羅斯得到了稱號「救主」，並為自己加上國王的頭銜。這場勝利還產生一個故事，使阿塔羅斯更添加傳奇性，保薩尼亞斯記載了這個說法，提到早在幾個年代前就有神諭如此預言：
|  | 到那時，確實會從狹窄的赫勒斯滂海峽橫渡。 大批高盧人讓各地哀號、失序並造成荒蕪。 他們似無忌憚蹂躪亞細亞，在一段時間內 對付沿海的居民，比眾神所為還恐怖。 很快地克洛諾斯之子將會提供幫助， 宙斯所扶養的公牛之子， 他將會帶來高盧人毀滅之日。 |

保薩尼亞斯在此提到神諭所說的「公牛之子」就是帕加馬國王阿塔羅斯。從帕加馬衛城上有一件這場勝利所立的紀念物，今日的知名雕像《垂死的高盧人》就是羅馬人所製作的複製品。

## 與塞琉古帝國爭奪領土
在首次擊敗加拉太人的數年後，帕加馬再度受到加拉太人與其盟友安條克·伊厄拉斯攻擊。安條克·伊厄拉斯是塞琉古國王塞琉古二世的弟弟，他統治塞琉古帝國境內的小亞細亞一帶，他的根據地在薩第斯。阿塔羅斯在阿芙羅狄西亞（Aphrodisium）一役擊敗加拉太和安條克聯軍，又在稍東的地方擊敗第二次。阿塔羅斯隨後戰役的主要對手僅剩安條克，在赫勒斯滂弗里吉亞戰敗後，安條克後來可能尋求他岳父比提尼亞國王基阿埃拉斯庇護，並在前228年春季薩第斯附近，以及遠至南方的卡里亞與安條克於大門德雷斯河河岸的最終決戰
，透過這幾場戰役勝利，阿塔羅斯掌握塞琉古帝國托魯斯山脈以北的全部小亞細亞疆土。
之後塞琉古二世的長子塞琉古三世繼位後企圖奪回失土，然而塞琉古三世率軍越過托魯斯山脈以後，於前223年遭到部下刺殺。塞琉古王族阿凱夫斯當時跟隨塞琉古三世出征，隨即掌控軍隊，他自己拒絕登上王位並擁立塞琉古三世的弟弟安條克三世為王，安條克三世於是任命阿凱夫斯為帝國在托魯斯山脈以北的小亞細亞總管。僅僅兩年的時間，阿凱夫斯就把所有失土奪回，並一路攻至帕加馬城牆下。然而阿凱夫斯自己也宣布脫離安條克三世統治，自立為王，並與帕加馬停戰。
前218年，當阿凱夫斯進軍托魯斯山脈以南的塞爾蓋（Selge）之時，阿塔羅斯一世趁機重啟戰事，聯合一些色雷斯塞爾特人重新占領先前的領地，然而，阿凱夫斯在前217年塞爾蓋獲勝後，再度回軍對付阿塔羅斯一世。
塞琉古帝國安條克三世與阿塔羅斯一世締結盟約，安條克隨即於前216年橫越托魯斯山脈攻擊阿凱夫斯，並包圍阿凱夫斯的首都薩第斯。經過兩年的圍攻，直到前214年塞琉古軍才攻下這座城市，然而城中的要塞仍掌握在阿凱夫斯之下，在一番詭計下阿凱夫斯落入安條克手中並處死，要塞的餘兵也投降了。於是前213年安條克已經收復塞琉古帝國在小亞細亞的全部失土。

## 第一次馬其頓戰爭

前218年地中海形勢

阿塔羅斯一世之後把眼光從東方轉到西方，很可能他注意到馬其頓腓力五世勃勃的野心。阿塔羅斯在前219年以前的某刻與腓力五世的敵對方埃托利亞同盟結盟，埃托利亞同盟當時是希臘中部埃托利亞的各城邦所組成的一個聯邦國家。
前215年，腓力五世決定與迦太基名將漢尼拔結盟並聯手對付羅馬，捲入了第二次布匿戰爭。因此，羅馬人開始在希臘尋找盟友牽制腓力，前211年羅馬與埃托利亞同盟締結盟約，同時條約也允許之前與埃托利亞同盟聯盟的勢力加入，帕加馬王國因此成為羅馬盟國的其中之一。後來阿塔羅斯一世本人還被選為埃托利亞同盟兩位統帥的其中一位，他很可能於前210年率領軍隊參與攻占埃伊納島的軍事行動，此島之後給了阿塔羅斯，讓他的艦隊可以作為希臘軍事行動的前線基地。
在209年春季，腓力率軍往南進軍希臘，當時埃托利亞同盟統帥正是阿塔羅斯和埃托利亞的皮耳里阿斯輪值之時，然而皮耳里阿斯所率的埃托利亞軍卻在拉米亞附近輸掉第一次和第二次拉米亞戰役。七月，阿塔羅斯率領帕加馬軍隊與羅馬資深執政官蘇爾皮基烏斯於埃伊納島會合，並在這裡過冬。前208年夏季，35艘帕加馬戰艦和25艘羅馬戰艦組成聯合艦隊，雖然占領利姆諾斯島計畫遭到失敗，但大肆掠奪另一座馬其頓王國的屬島斯科佩洛斯。隨後，蘇爾皮基烏斯和阿塔羅斯一世出席一場在赫拉克利亞·特拉奇斯（Heraclea Trachis）舉行的埃托利亞同盟會議，會中羅馬人極力反對與腓力五世停戰。
戰爭持續進行，蘇爾皮基烏斯和阿塔羅斯在離開赫拉克利亞後，率軍洗劫了優卑亞島北岸的城市俄瑞烏斯以及東洛克利斯的首要城市俄浦斯。其中從俄瑞烏斯搜來的戰利品保留給蘇爾皮基烏斯，他之後回到該處，而阿塔羅斯仍舊在俄浦斯收刮戰利品，因此兩支艦隊現在分開了。此時腓力從烽火的訊號得知情形後，趁機襲擊俄浦斯的帕加馬軍，阿塔羅斯在突然襲擊下，僅能乘著自己的船隻倉皇逃出。
阿塔羅斯在這次慘敗後被迫退回小亞細亞，而腓力五世與比提尼亞王國普魯西阿斯一世聯姻，使比提尼亞加入馬其頓陣營，比提尼亞因此入侵帕加馬王國本土。
不久，羅馬也決定專心對付義大利半島上的漢尼拔而不再參與希臘戰事，畢竟羅馬人已經達到牽制腓力五世的目的了。前206年，埃托利亞人承受不了馬其頓的壓力，自行與腓力五世談和，使羅馬人喪失直接在希臘半島上對付馬其頓的強力盟友，於是羅馬人也決定與馬其頓談和。前205年，兩方正式在伊庇魯斯的腓尼基簽訂和約，結束第一次馬其頓戰爭。帕加馬因為隸屬羅馬陣營，也被納入和約中，而比提尼亞隸屬馬其頓陣營，因此阿塔羅斯和普魯西阿斯一世之間的戰爭也同時結束，戰後埃伊納島仍歸帕加馬管轄.。

## 給羅馬引進眾神之母的信仰
前205年，在簽署了腓尼基和約之後，羅馬向它在小亞細亞的唯一盟友帕加馬尋求協助，協助一件有關宗教事務。當時羅馬城出現一顆不尋常的流星，羅馬人檢視西卜林书後，發現書中說假如有外國人在義大利半島上發動戰爭，只要迎奉偉大的伊代亞女神（Magna Idaea）到羅馬來，就可以擊敗敵人。伊代亞與小亞細亞的弗里吉亞伊達山（Ida）有關聯，也是眾神之母。羅馬人為了盡快結束漢尼拔戰爭，於是派遣馬爾庫斯·瓦萊里烏斯·拉埃維努斯帶領一個地位崇高的代表團前往帕加馬尋求阿塔羅斯幫忙。根據羅馬歷史學家李維記載，阿塔羅斯熱情接待羅馬代表團，並且把當地居民稱為眾神之母的聖石交給羅馬人，讓他們運回羅馬。這位女神後來成為羅馬的庫柏勒。

## 再度與馬其頓開戰

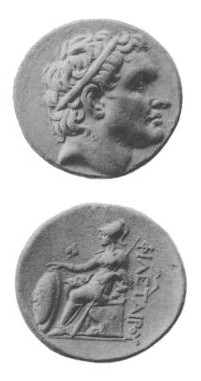
阿塔羅斯一世發行的錢幣，肖像是帕加馬創建者菲萊泰羅斯的頭像

腓力因為與羅馬簽訂了腓尼基和約，往東方擴張疆土受到限制，因此他開始往愛琴海和小亞細亞拓展勢力。在前201年春季腓力攻占托勒密埃及艦隊基地薩摩斯島，接著占領希俄斯岛。這些事件導致阿塔羅斯一世決定與羅德島、拜占庭和基濟科斯結盟一同對抗馬其頓。兩方陣營在希俄斯島和大陸之間的海峽進行一場大型海戰，根據波利比烏斯記載，希俄斯島海戰中馬其頓擁有53艘大型戰艦和超過150艘小型戰艦，而聯合艦隊則有65艘大型戰艦和少量的小型戰艦。這場戰役阿塔羅斯的座艦在亂軍中被孤立，腓力親自率領七艘船艦殺來，此時阿塔羅斯的座艦僅有兩艘戰艦在身旁，他倉皇逃走並且被迫棄船上岸，並把他座艦上的財物和貴重品四散，誘使追兵忙著搜刮戰利品而使自己逃脫。
同年，腓力進攻帕加馬本土並來到帕加馬城，但腓力無法輕易攻陷這座易守難攻的城市，在加上阿塔羅斯事前作了充分的城防準備，以至於腓力只能摧毀城外的神廟和祭壇，無功而返。同時，阿塔羅斯和羅德島派出大使去羅馬，向羅馬人訴苦並希望羅馬能再次對抗馬其頓。

## 第二次馬其頓戰爭
在前200年阿卡納尼亞人在馬其頓人支持下入侵阿提卡，使原先中立的雅典人決定與腓力五世的敵人結盟並尋求幫助。阿塔羅斯和他的艦隊當時正在埃伊納島，雅典使者便在那裏與阿塔羅斯會面，進一步商議結盟一事。幾天後，阿塔羅斯得知羅馬大使將會來到雅典，他決定親自去雅典並好好利用這次機會與羅馬人會面。他在雅典受到隆重的歡迎，波利比烏斯寫道：
|                      | ……與羅馬人及雅典的官員陪同，以隆重儀式下他（阿塔羅斯一世）開始在這城市的過程。他會見的人物不僅是雅典的官員和高地位的人士，還見了所有的市民和他們的妻兒。當這兩支隊伍相會時，群眾歡迎羅馬人並給予熱情招呼，但給與阿塔羅斯的歡呼聲遠遠超過給羅馬人的。當他從迪皮倫門（Dipylon）進入城市之時，祭司和女祭司們站在兩旁夾道歡迎，所有的神殿也為此打開，祭壇上也安置好祭品，並請這位國王進行獻祭。最後，雅典人在表決時毫無猶豫的給他很高的榮譽，他們之前給其他人都沒有如此意見一致過。除此之外，他們還把一個部族名以阿塔羅斯的名字命名，並把他與雅典的英雄並列。 |
| ——波利比烏斯,XLI,6 . | |

當年的羅馬執政官蘇爾皮基烏斯·加爾巴確定羅馬將會與馬其頓爆發第二次馬其頓戰爭，於是要求阿塔羅斯的艦隊與羅馬艦隊會合，一同進行海上行動，來騷擾馬其頓在愛琴海的島嶼 。前199年春季，羅馬、帕加馬聯合艦隊攻占基克拉澤斯群島中的安德羅斯島，其中把掠奪來的戰利品歸羅馬，而領土歸帕加馬。聯合艦隊再從安德羅斯島朝南駛去，這次進攻另一座島嶼基斯諾斯島卻毫無結果。接著聯合艦隊駛向北方，途中在馬格尼西亞沿岸斯基亞索斯的鄉間搜集糧食，之後繼續朝北來到門德（Mende），在這裡艦隊遇到暴風雨摧殘。登陸後，他們卻在卡山德里亞遭到敵軍擊退，損失慘重。於是艦隊繼續朝西北方並沿著馬其頓海岸航行，並掠奪阿卡蘇斯（Acanthus）一帶，最後載著戰利品返回優卑亞島 。返航途中，阿塔羅斯和羅馬執政官蘇爾皮基烏斯前去赫拉克利亞·特拉奇斯與埃托利亞人會談，當時是盟友的埃托利亞同盟要求帕加馬提供1000名士兵協助作戰，但阿塔羅斯拒絕這項提議，因為兩年前馬其頓軍攻擊帕加馬本土，阿塔羅斯希望埃托利亞同盟能攻擊馬其頓本土，那時埃托利亞人就拒絕過他的請求。之後羅馬、帕加馬聯合軍再度開始行動，這次他們進攻俄瑞烏斯但沒有成功，於是他們留下一小支部隊圍困這座城市。大軍於是渡過海峽到色薩利一帶進擊，之後返回俄瑞烏斯，再一次發起圍攻。這次成功攻占這座城市，同樣羅馬人獲得戰利品和奴隸，阿塔羅斯獲得領土。軍事行動之後暫時告一個段落，阿塔羅斯於是參與厄琉息斯秘儀並回到帕加馬本土整兵待戈。
前198年春季，阿塔羅斯率領23艘五槳座戰船（quinquereme）與20艘羅德島大型戰船於安德羅斯島會合，繼續執行攻克整個優卑亞島的計畫。不久羅馬艦隊也加入行動，聯合艦隊因此先後攻陷埃雷特里亞（Eretria）和卡律司托斯（Carystus），就這樣除了卡爾基斯外，羅馬聯軍已經控制整個優卑亞島。聯軍艦隊接著航向坎科雷阿矣（kechries），準備奪取科林斯。在這個同時，羅馬這一年的執政官提圖斯·昆克蒂烏斯·弗拉米寧得知馬其頓的盟友亞該亞同盟高層有意改變立場偏向羅馬陣營，於是為了使亞該亞同盟背棄腓力五世並加入羅馬同盟，聯軍陣營派出包含阿塔羅斯等大使前往西库翁會談，並允許亞該亞同盟把科林斯併入其中。阿塔羅斯一世必定對西库翁人印象深刻，當時西库翁人為他立了一個大型雕像安置於市集。亞該亞同盟議會因戰爭一事被召開，經過激烈辯論後，一些議員退出議會，剩下的議員就此通過加入羅馬陣營的決議。之後，阿塔羅斯率領他的軍隊從羅馬所控制的坎科雷阿矣出發，通過地峽從北方來到科林斯，控制科林斯和座落於科林斯灣上港口勒卡埃烏姆（Lechaeum）之間的道路。而羅馬軍從東方的坎科雷阿矣朝科林斯進逼，亞該亞人則從西方的西库翁夾擊，在羅馬聯軍圍攻下科林斯仍依舊保持在馬其頓駐軍手中。當一支馬其頓援軍抵達時，羅馬聯軍被迫放棄圍城，羅馬、亞該亞、帕加馬軍各自撤退，阿塔羅斯後來航向比雷埃夫斯。

## 逝世
前197年初期，羅馬已經控制了伊拉提亞，弗拉米寧於是招喚已步入高齡的阿塔羅斯到伊拉提亞一趟，並與他一同來到底比斯，出席一場彼奧提亞人（Boeotia）所召開的議會，會中討稐彼奧提亞到底要加入哪一方陣營。議會中阿塔羅斯率先發言，他述說彼奧提亞人的許多事情，以及闡述他和他家族為彼奧提亞人的貢獻，當他演講說到一半時，他忽然倒下，一半的身體也麻痺無法動彈。阿塔羅斯一世因此被送回帕加馬安養，當羅馬聯軍在這場戰爭的決定性的庫諾斯克法萊戰役獲勝之刻，阿塔羅斯一世也差不多時間逝世，王位傳給兒子歐邁尼斯二世。

## 家庭
阿塔羅斯的王后阿波羅妮絲出身庫梓科斯，夫妻倆有四個兒子，分別是歐邁尼斯、阿塔羅斯、菲萊泰羅斯、阿特納奧斯，其中阿特納奧斯是以阿波羅妮絲父親的名字命名。波利比烏斯形容阿波羅妮絲是位值得作為楷模和賦予榮譽的女性，雖然她出身民間，但他後來成為王后，她的魅力並不是華而庸俗，而是發自真誠的美德和正直，她的行為不論是在私底下或是公開場合都是一致。更重要的是，她對她四個孩子一直抱有無上的關愛，一直到臨終之前都不曾停止。
阿塔羅斯的孩子對父母很孝順，古代史料也提到他們的教養也是相當出色。塞琉古國王安條克四世的一份詔書中就如此讚美：「阿塔羅斯國王和阿波羅妮絲王后……因為他們的美德和德行，教育他們的孩子走在明智且適當的道路上而不誤入歧途」。一份在帕加馬的銘文提到阿波羅妮絲並說到：「她常常認為自己幸福美滿，她感謝諸神並不是因國家或財富，而是她看到自己三個的孩子真誠捍衛長子的王位，而沒有一絲反亂之心」。在阿塔羅斯一世於前197年以72歲高齡去世，他把王位傳給長子歐邁尼斯二世，波利比烏斯如此評價阿塔羅斯：「他最重要且超越其他所有成就的是，他的四個孩子已經撫養成人，妥善安頓好繼承人問題，王位毫無問題下傳給他的孩子。」

## 腳註
1. ↑  Hansen, p. 26. 李維, 33.21–22 （页面存档备份，存于）, 說阿塔羅斯逝世於蓋烏斯·科爾內利烏斯·凱特庫斯和昆圖斯·米努基烏斯·魯弗斯擔任羅馬執政官的那一年，即前197年，享年72歲，統治44年。波利比烏斯, 18.41 （页面存档备份，存于）, 也說阿塔羅斯活到72歲，統治44年。 然而斯特拉波, 13.4.2 （页面存档备份，存于）, 卻說阿塔羅斯統治時間是43年
2. ↑  斯特拉波, 13.4.2 （页面存档备份，存于）, 說他是歐邁尼斯一世的堂弟，保薩尼亞斯也是同個說法，可能保薩尼亞斯根據斯特拉波的論點，然而現代學者認為斯特拉波他們漏了一個世代，歐邁尼斯應該比阿塔羅斯大一輩。Hansen, p. 26.
3. ↑  斯特拉波, 13.4.2 （页面存档备份，存于）; 波利比烏斯, 18.41 （页面存档备份，存于）; Hansen, p. 28; Austin, p. 396; Kosmetatou, p. 161.
4. ↑  大英百科 （页面存档备份，存于）
5. ↑  Grolier, p. 314: 「阿塔羅斯一世不僅是安那托利亞希臘城邦強而有力的保護者，他還是一個機會主義者，他一直試圖尋找擴張帕加馬王國疆土和力量的契機。」
6. ↑  Bradford, p. 121: 「阿塔羅斯一世……委託人製作一系列有關擊敗高盧人的雕作，來光耀自己，並視自己為為希臘人抗蠻族的捍衞者。」 ; Wilson, p. 593: 「藉由大量豐富的雕塑，阿塔羅斯一世塑造自己的戰場勝利是一件偉大成就，餅是自己成為保衛希臘人自由的捍衛者，免受新一波蠻族威脅。」
7. ↑  Bradford, p. 121: 「阿塔羅斯一世使帕加馬成為東方希臘人的一股勢力，並透過與羅馬同盟來使王國更為強大和繁榮。」
8. ↑  Richardson, p. 254: 「他是希臘人並且致力於希臘文化」
9. ↑  斯特拉波, 13.4.2 （页面存档备份，存于）; Hansen, p. 26.
10. ↑  Hansen, p. 19; Austin, p. 400,
11. ↑  Hansen, p. 27.
12. ↑  Hansen, pp. 27–28.
13. ↑  保薩尼亞斯, 1.8.1 （页面存档备份，存于）
14. ↑  李維, 38.16 （页面存档备份，存于）; Hansen, pp. 28–31.
15. ↑  Hansen, p. 31. 從帕加馬衛城上的雅典娜神廟中，一段提辭上寫著：「春季，國王阿塔羅斯於卡伊枯斯河擊敗了高盧人，為此他奉上這些來感謝雅典娜的眷顧。」 （source 的存檔，存档日期2004-11-13., see also Austin, p. 405）有關阿塔羅斯和加拉太人之間戰爭的資訊主要來自這些提辭。  Mitchell, p. 21.
16. ↑  Hansen, p. 31; Mitchell, p. 21.
17. ↑  保薩尼亞斯，10.15.2,3 （页面存档备份，存于）.
18. ↑  Hansen, pp. 34–35; Green, p. 264–265.
19. ↑  波利比烏斯, 4.48 （页面存档备份，存于）; Hansen, p. 36; Kosmetatou, p. 162; Green, p. 264.
20. ↑  Hansen, p. 36; Green, p. 265.
21. ↑  波利比烏斯, 4.48 （页面存档备份，存于）.
22. ↑  Hansen, p. 39; Green, p. 265.
23. ↑  波利比烏斯, 5.77 （页面存档备份，存于）; Hansen, pp. 41–43. 根據Heinen, p. 432, 再前218年這次戰事中，帕加馬王國的再一次成為小亞細亞諸國中最強盛的國家。
24. ↑  Hansen, pp. 42–43.
25. ↑  波利比烏斯, 5.107 （页面存档备份，存于）,  7.15–18 （页面存档备份，存于）, 8.17–23 （页面存档备份，存于）; Hansen, p. 43; Heinen, p. 440.
26. ↑  波利比烏斯, 4.65 （页面存档备份，存于）; Hansen, p. 46; Gruen (1990), p. 29.
27. ↑  李維, 23.33–34, 38 （页面存档备份，存于）; Hansen, p. 46.
28. ↑  李維, 26.24 （页面存档备份，存于）; Hansen, p. 47.
29. ↑  李維, 27.29 （页面存档备份，存于）; Hansen, p. 47.
30. ↑  波利比烏斯, 9.42 （页面存档备份，存于） 和 22.11 （页面存档备份，存于）; Hansen, p. 47; Gruen (1990), p. 29.
31. ↑  李維, 27.30 （页面存档备份，存于）; Hansen, p. 47.
32. ↑  李維, 27.33 （页面存档备份，存于）; Hansen, p. 48.
33. ↑  李維, 28.5 （页面存档备份，存于）; Polybius, 10.42 （页面存档备份，存于）; Hansen, pp. 48–49.
34. ↑  李維, 28.5–7 （页面存档备份，存于）; Polybius, 11.7 （页面存档备份，存于）; Hansen, p. 49.
35. ↑  李維, 29.12 （页面存档备份，存于）; Hansen, p. 49–50; Gruen (1990), p. 29–30.
36. ↑  李維, 29.10, 11 （页面存档备份，存于）. Erskine, p. 210.
37. ↑  Hansen, pp. 50–52; Gruen (1990), pp. 5–33; Erskine, pp. 205–224; Kosmetatou, p. 163.
38. ↑  Hansen, p. 52.
39. ↑  Hansen, p. 53; Errington p. 252.
40. ↑  波利比烏斯, 16.2 （页面存档备份，存于）; Hansen; p. 53.
41. ↑  波利比烏斯, 16.6 （页面存档备份，存于）; Hansen, p. 54.
42. ↑  李維, 31.2 （页面存档备份，存于）; 波利比烏斯, 16.1 （页面存档备份，存于）; Hansen, pp. 55–57; Errington, p. 253–257.
43. ↑  保薩尼亞斯, 1.36.5–6 （页面存档备份，存于）; 李維, 31.9, 14 （页面存档备份，存于）; Hansen; p. 57.
44. ↑  李維, 31.14 （页面存档备份，存于）; Hansen, pp. 58–59; Errington, p. 258; Hurwit, pp. 269–271.
45. ↑  波利比烏斯, 16.25 （页面存档备份，存于）.
46. ↑  李維, 31.5–8 （页面存档备份，存于）; Hansen, pp. 58, 60;  Errington, pp. 255, 261.
47. ↑  李維, 31.28 （页面存档备份，存于）; Hansen, p. 61; Grainger, p. 33.
48. ↑  李維, 31.45 （页面存档备份，存于）; Hansen, pp. 61–62; Grainger, pp. 33–36.
49. ↑  李維, 31.46–47 （页面存档备份，存于）; Hansen, p. 62; Warrior, p. 87.
50. ↑  李維, 32.16,17 （页面存档备份，存于）; Hansen, pp. 63–64.
51. ↑  李維, 32.19–23 （页面存档备份，存于）; 波利比烏斯, 18.16 （页面存档备份，存于）; Hansen, p. 64. Gruen (1986), pp. 179, 181.
52. ↑  李維, 33.1 （页面存档备份，存于）, Hansen, p. 66.
53. ↑  李維, 33.2 （页面存档备份，存于）; Hansen, p. 67; Kosmetatou, p. 163. Hansen, p. 19.
54. ↑  Hansen, p. 67, 學者Hansen從一份前197年8月或9月的解放令中認為阿塔羅斯一世在那一年的秋季還尚未逝世，很可能他在逝世前得知羅馬軍在庫諾斯克法萊戰役大勝的消息。然而，另一位學者Kosmetatou, p. 163, 斷定阿塔羅斯一世在這場戰役前不久就逝世了
55. ↑  斯特拉波, 13.4.2 （页面存档备份，存于）; Hansen, pp. 44–45; Hurwit, p. 271.
56. ↑  Polybius, 22.20 （页面存档备份，存于）.
57. ↑  Hansen, p. 45.
58. ↑  Hansen, p. 45; Austin, pp. 370–371.
59. ↑  波利比烏斯, 18.41 （页面存档备份，存于）.

### 古代文獻
- 李維, History of Rome, Rev. Canon Roberts (translator), Ernest Rhys (Ed.); (1905) London: J. M. Dent & Sons, Ltd.
- 保薩尼亞斯, Description of Greece （页面存档备份，存于）, Books I-II,  Loeb Classical Library] translated by W. H. S. Jones; Cambridge, Massachusetts: Harvard University Press; London, William Heinemann Ltd. (1918) ISBN 978-0-674-99104-0.
- 波利比烏斯, Histories （页面存档备份，存于）, Evelyn S. Shuckburgh (translator); London, New York. Macmillan (1889); Reprint Bloomington (1962).
- 斯特拉波, Geography （页面存档备份，存于）, Books 13–14, translated by Horace Leonard Jones; Cambridge, Massachusetts: Harvard University Press; London: William Heinemann, Ltd. (1924) ISBN 978-0-674-99246-7.

### 現代文獻
- Austin, M.M. . . Cambridge University Press. 2006  [2010-11-06]. ISBN 0-521-82860-0. （原始内容存档于2012-02-29）.
- Bradford, Alfred S.; Pamela M. Bradford. . Greenwood Publishing Group. 2001: 121. ISBN 978-0275952594.
- Errington, R.M. . Walbank, F.W.;Astin, A.E.  (编).  VII. Cambridge University Press. 1993  [2010-11-06]. ISBN 0-521-23448-4. （原始内容存档于2012-10-18）.
- Erskine, Andrew. . Oxford University Press, USA. 2003. ISBN 978-0199265800.
- Grainger, John D. . . Brill. 2002  [2010-11-06]. ISBN 9-004-12840-9. （原始内容存档于2019-10-05）.
- Green, Peter. . . University of California Press. 1993  [2010-11-06]. ISBN 0-520-08349-0. （原始内容存档于2012-02-29）.
- Grolier Incorporated. . Grolier Enterprises. 1996: 314. ISBN 978-0717220601.
- Gruen, Erich S. . . University of California Press. 1986  [2010-11-06]. ISBN 978-0520057371. （原始内容存档于2016-06-17）.
- Gruen, Erich S. . . Brill. 1990  [2010-11-06]. ISBN 9-00-409051-7. （原始内容存档于2012-02-29）.
- Hansen, Esther V. . Cornell University Press. 1971. ISBN 0-8014-0615-3.
- Heinen, H. . Wallbank; Frank William  (编).  V. Cambridge University Press. 1984  [2010-11-06]. ISBN 0-521-23445-X. （原始内容存档于2019-10-19）.
- Hurwit, Jeffrey M. . . CUP Archive. 1999  [2010-11-06]. ISBN 0-521-41786-4. （原始内容存档于2012-02-29）.
- Kosmetatou, Elizabeth. . Erskine; Andrew  (编). . Oxford: Blackwell. 2003: 159–174  [2010-11-06]. ISBN 1-4051-3278-7. （原始内容存档于2012-02-29）.
- Mitchell, Stephen. . . Oxford University Press. 1995  [2010-11-06]. ISBN 0-198-15029-6. （原始内容存档于2012-02-29）.
- Richardson, Rufus Byam. . American book company. 1911: 254  [2010-11-06]. OCLC 517364. （原始内容存档于2016-07-29）.
- Warrior, Valerie M. . . Franz Steiner Verlag. 1996  [2010-11-06]. ISBN 3-515-06853-8. （原始内容存档于2012-02-29）.
- Wilson, Nigel Guy. . Routledge. 2006: 593  [2010-11-06]. ISBN 978-0415973342. （原始内容存档于2016-06-10）.

| 阿塔罗斯一世 阿塔羅斯王朝出生于：前269年逝世於：前197年 | 阿塔罗斯一世 阿塔羅斯王朝出生于：前269年逝世於：前197年 | 阿塔罗斯一世 阿塔羅斯王朝出生于：前269年逝世於：前197年 |
| ------------------------------------------------------- | ------------------------------------------------------- | ------------------------------------------------------- |
| 前任者： 歐邁尼斯一世                                   | 帕加馬國王 前241年－前197年                             | 繼任者： 歐邁尼斯二世                                   |